# Roberto Luiz Assumpção de Araújo
Roberto Luiz Assumpção de Araújo (* 20. Oktober 1915  in Rio de Janeiro; † 26. Februar 2007 ebenda) war ein brasilianischer Diplomat.

## Leben
Roberto Luiz Assumpção de Araújo erwarb den Bachelor of Laws an der Universidade Federal do Paraná und studierte Politikwissenschaft an der University of Chicago. 1941 trat er in den auswärtigen Dienst des Itamaraty, das ihn in Paris, Mailand und Moskau beschäftigte. Vom 1. Juli 1963 bis zum 28. September 1966 war er Botschafter in Algier und vom 10. November 1966 bis zum 16. Dezember 1968 in Prag.
Ein Jahr später wurde er vom 21. Januar 1969 bis zum 5. September 1972 als Botschafter in Damaskus berufen und war zeitgleich auch bei der Regierung in Bagdad akkreditiert. Vom 24. Oktober 1972 bis 1975 war er schließlich als Botschafter in Neu-Delhi tätig und zugleich bei den Regierungen von Colombo und Kathmandu akkreditiert.